# Depressió isostàtica

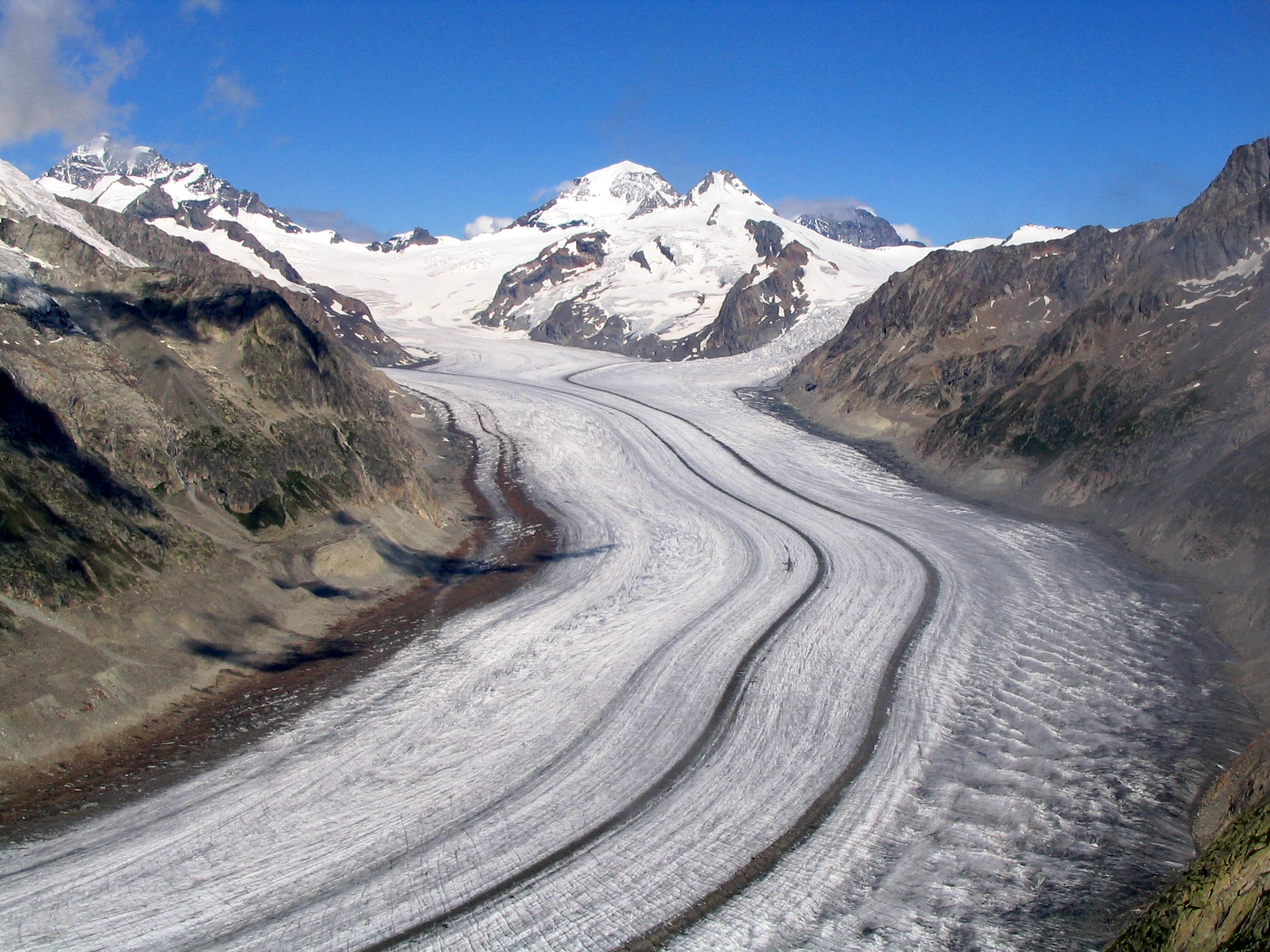
Groenlàndia està isostàticament deprimit per la capa de gel, de manera que la superfície del sòl a l'interior de l'illa està per sota del nivell del mar.

La depressió isostàtica és l'enfonsament de grans parts de l'escorça terrestre en l'astenosfera. L'enfonsament és causat per un pes pesant col·locat a la superfície de la Terra.
Sovint això és causat per la pesada càrrega de gel glacial, a causa de la glaciació continental. Aquest és un procés en el qual el gel permanent fa pressió sobre l'escorça terrestre, deprimint-lo amb el seu pes.
Una vegada que la glaciació continental s'ha reduït, és habitual que es produeixi un rebot isostàtic.